# Le Guin (cratère)
Pour les articles homonymes, voir Le Guin.
Le Guin est un cratère d'impact à la surface de Mercure. 
Le cratère a ainsi été nommé par l'Union astronomique internationale le 14 novembre 2024 en hommage à l'autrice américaine Ursula K. Le Guin (1929-2018),. 
Son diamètre est de 61 km. Il se situe dans le Quadrangle de Beethoven (quadrangle H-7) de Mercure.